# Formule 3000 v roce 1990
Formule 3000 v roce 1990 byla šestým ročníkem disciplíny Formule 3000. Uskutečnilo se 11 Velkých cen této formule a mistrem světa se stal francouzský jezdec Erik Comas s vozem Lola T90/50.

## Pravidla
Boduje prvních 6 jezdců podle klíče:
- První - 9 bodů
- Druhý - 6 bodů
- Třetí - 4 body
- Čtvrtý - 3 body
- Pátý - 2 body
- Šestý - 1 bod

## Velké ceny
| Datum        | Závod                         | Vítěz             | Vůz         | Výsledky |
| ------------ | ----------------------------- | ----------------- | ----------- | -------- |
| 22. duben    | Donington                     | Erik Comas        | Lola T90/50 | Výsledky |
| 19. květen   | BRDC International Trophy     | Allan McNish      | Lola T90/50 | Výsledky |
| 4. červen    | Grand Prix Pau                | Eric Van De Poele | Reynard 90D | Výsledky |
| 17. červen   | Jerez                         | Erik Comas        | Lola T90/50 | Výsledky |
| 30. červen   | Monza                         | Erik Comas        | Lola T90/50 | Výsledky |
| 22. červenec | Gran Premio dell Mediterraneo | Gianni Morbidelli | Lola T90/50 | Výsledky |
| 28. červenec | Hockenheim                    | Eddie Irvine      | Reynard 90D | Výsledky |
| 19. srpen    | Brands Hatch                  | Allan McNish      | Lola T90/50 | Výsledky |
| 27. srpen    | Birmingham                    | Eric Van De Poele | Reynard 90D | Výsledky |
| 23. září     | Le Mans                       | Erik Comas        | Lola T90/50 | Výsledky |
| 7. říjen     | Nogaro                        | Eric Van De Poele | Reynard 90D | Výsledky |

## Konečné hodnocení Mistrovství Světa

### Jezdci
| P  | Jezdec                | Body |
| -- | --------------------- | ---- |
| 1  | Erik Comas            | 51   |
| 2  | Eric Van De Poele     | 30   |
| 3  | Eddie Irvine          | 27   |
| 4  | Allan McNish          | 26   |
| 5  | Marco Apicella        | 20   |
| 6  | Gianni Morbidelli     | 20   |
| 7  | Andrea Chiesa         | 18   |
| 8  | Andrea Montermini     | 13   |
| 9  | Jean Marc Gounon      | 11   |
| 10 | Fabrizio Giovanardi   | 10   |
| 11 | Gary Brabham          | 8    |
| 12 | John Jones            | 7    |
| 13 | Antonio Tamburini     | 6    |
| 14 | Damon Hill            | 6    |
| 15 | Didier Artzet         | 4    |
| 16 | Heinz-Harald Frentzen | 3    |
| 17 | Pedro Chaves          | 3    |
| 18 | Fabrizio Barbazza     | 3    |
| 19 | Karl Wendlinger       | 2    |
| 20 | Richard Dean          | 2    |
| 21 | Franck Fréon          | 2    |
| 22 | Michael Bartels       | 1    |
| 23 | Emanuele Naspetti     | 1    |
| 24 | Paul Belmondo         | 1    |